# Marisotoma tenuicornis
Marisotoma tenuicornis is een springstaartensoort uit de familie van de Isotomidae. De wetenschappelijke naam van de soort is voor het eerst geldig gepubliceerd in 1903 door Axelson.